# Chiantar Sar
Der Chiantar Sar (auch Koh-e-Chiantar) ist ein Berg im äußersten Nordosten des Hinduraj-Gebirges in Pakistan.

## Lage
Der Chiantar Sar befindet sich an der Grenze der Distrikte Chitral in Khyber Pakhtunkhwa und Ghizer im Sonderterritorium Gilgit-Baltistan.
Der Berg besitzt eine Höhe von 6416 m. Der Chiantargletscher strömt von seinem Südwesthang in westlicher Richtung zum Yarkhun. 
An seinem Nordhang strömt der Chhateboi-Gletscher nach Norden zum Karambar-Fluss. An seinem Südosthang strömt der Pekingletscher nach Osten ebenfalls zum Karambar. Den Dominanz-Bezugspunkt bildet der 17,7 km weiter östlich auf der gegenüberliegenden Seite des Karambar-Tals im Karakorum gelegene Koz Sar.

## Besteigungsgeschichte
Die Erstbesteigung des Chiantar Sar gelang einer österreichischen Expedition im Jahr 1967.
Peter von Gizycki und Günter Plötz erreichten am 15. August den Gipfel.